# Stanisław Kuś (profesor nauk technicznych)
Stanisław Józef Kuś (ur. 1 lutego 1925 w Rzeszowie, zm. 7 lipca 2020 w Warszawie) – polski profesor nauk technicznych, konstruktor, inżynier budownictwa, rektor Politechniki Rzeszowskiej, Honorowy Obywatel Miasta Rzeszowa.
Prowadził badania naukowe koncentrując się na zagadnieniach kształtowania konstrukcji budowlanych - betonowych, metalowych, sprężonych, zwłaszcza przekryć o dużej rozpiętości; teorii, technologii i badaniach konstrukcji z betonu i konstrukcji z drewna, teorii i normalizacji obciążeń konstrukcji budowlanych. 
Pasją jego życia było projektowanie konstrukcji budowlanych, jedno z jego znanych powiedzeń brzmiało: „Intuicja jest kluczem do kształtowania konstrukcji i wybiega poza obliczenia. Liczby powinny pomagać instynktowi konstruktora, a nie być jego substytutem”. 

## Życiorys

### Młodość

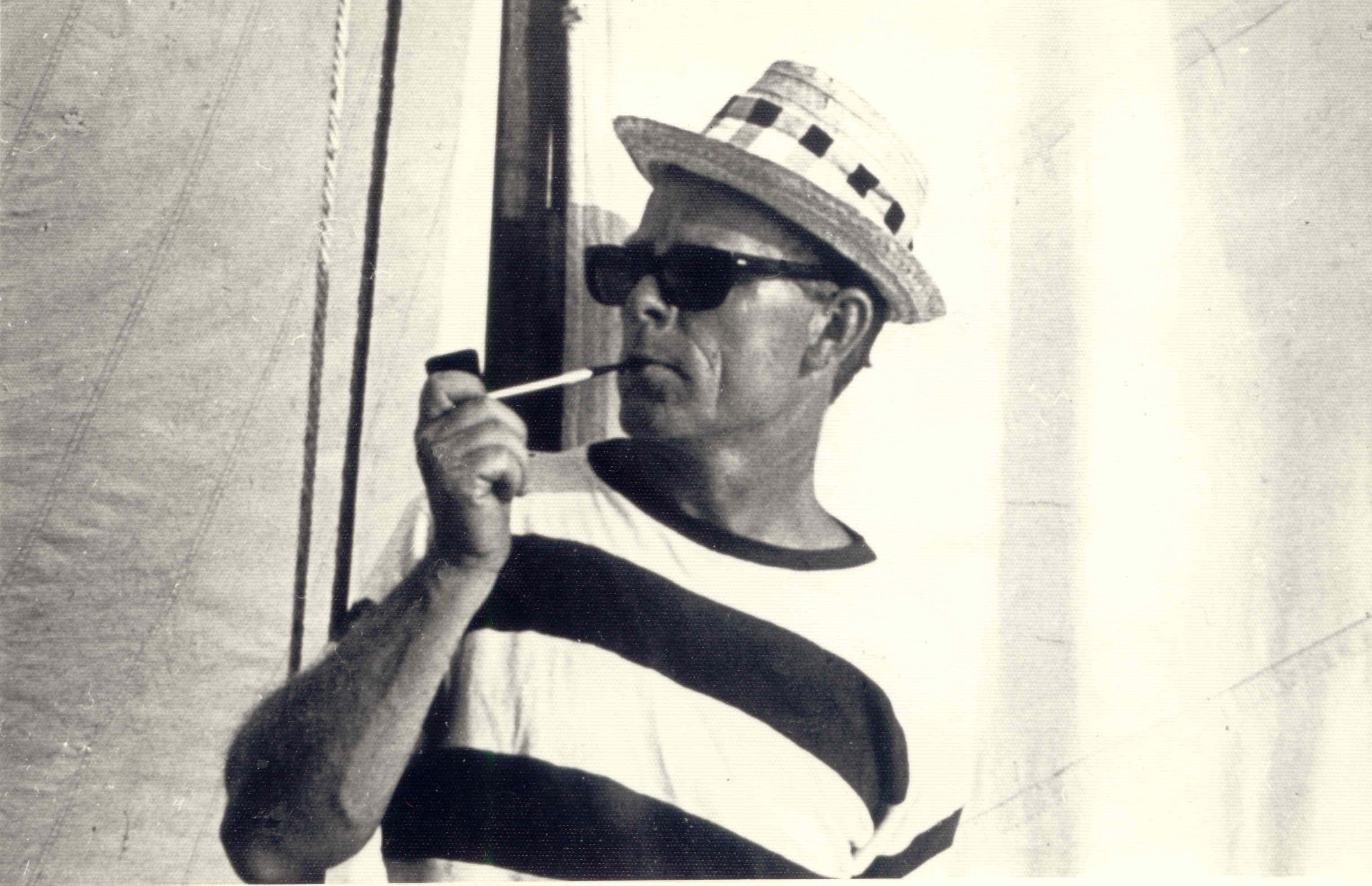
Stanisław Kuś, lata 60.

Urodził się w rodzinie profesora gimnazjalnego Andrzeja Kusia, doktora filozofii, działacza PSL „Piast” w czasie międzywojennym, więźnia politycznego w okresie lat pięćdziesiątych, i Jadwigi z d. Rusin. Brat polskiego alpinisty i taternika Andrzeja Kusia.
Do 1939 roku uczęszczał do I Gimnazjum w Rzeszowie, oraz szkół w Nowym Bytomiu i Cieszynie.
W latach II wojny światowej ukończył szkołę rzemieślniczą u Rudolfa Reitmajera („przy moście”) w Rzeszowie, dwa lata pracował w narzędziowni w Zakładach Lotniczych (WSK), naukę kontynuował na tajnych kompletach. Przez 2 lata pracował w charakterze ślusarza w zakładach Flugmotorenwerk (PZL) w Rzeszowie. Był żołnierzem Armii Krajowej, lotniczym Plutonu Sabotażowego AJ.

### Kariera zawodowa
W 1945 zdał egzamin maturalny w rzeszowskim Liceum Matematyczno-Fizycznym i podjął studia na Wydziale Inżynierii Politechniki Warszawskiej.
Od 1946 członek ZMW „Wici” – prezes związku na Politechnice Warszawskiej, gdzie w 1951 uzyskał dyplom magistra inżyniera budownictwa.
Podczas studiów podjął pracę w PB  S. Sławiński. 
Po studiach pracował w Zespole Inwestycyjnym Centrali Ogrodniczej; Biurze Studiów Inwestycyjnych Handlu Wewnętrznego; Departamencie Budownictwa Państwowej Komisji Planowania Gospodarczego; Biurze Studiów i Projektów Typowych Budownictwa Przemysłowego „BISTYP – Warszawa”. Zajmował kolejno stanowiska: projektanta, kierownika zespołu i pracowni konstrukcji sprężonych. 
W latach 1952–57 był aspirantem w Katedrze Technologii Prefabrykatów i Betonu Sprężonego Politechniki Warszawskiej, profesora Tomasza Kluza.
Jednocześnie (1952-76) pracował w Centralnym Ośrodku Badawczo-Projektowym Budownictwa Przemysłowego „BISTYP” w Warszawie jako projektant – konstruktor, kierownik pracowni oraz doradca dyrektora.
W 1957 uzyskał na Politechnice Warszawskiej stopień doktora nauk technicznych za dysertację „Konstrukcje sprężone kołowo – symetrycznie”. W l. 1959-61 odbył staż naukowy w Paryżu, do 1968 pracował jako adiunkt i starszy wykładowca na Politechnice Warszawskiej. W 1963 wszedł w skład redakcji „Inżynierii i Budownictwa”.
Od 1965 do 1971 był zastępcą dyrektora Instytutu Techniki Budowlanej w Warszawie ds. naukowo – badawczych i kierownikiem Zakładu Konstrukcji Przestrzennych oraz p.o. dyrektora naczelnego.
W 1969 na Politechnice Warszawskiej uzyskał stopień doktora habilitowanego za dysertację „Sploty jako zbrojenie sprężające w konstrukcjach strunobetonowych”, od 1974 profesor nadzwyczajny nauk technicznych, profesor zwyczajny od 1990. 
Od 1976 r. związał swą działalność z Politechniką Rzeszowską, rzeszowskim środowiskiem naukowym i inżynierskim. W 1977 r. został kierownikiem Zakładu Konstrukcji Budowlanych (przekształconego w 1990 roku w Katedrę) i rozpoczął budowę zespołu i bazy badawczej, wdrażając pracowników do projektowania, badań konstrukcji oraz inspirując  i wspomagając prace badawcze  z zakresu kształtowania i projektowania konstrukcji.
W latach 1976–1979, 1993–1996 i 1999–2002 był członkiem Centralnej Komisji ds. Tytułu Naukowego  i Stopni Naukowych, a w okresie 1985–1987 członkiem Rady Głównej Nauki i Szkolnictwa Wyższego. Aktywnie działał w radach naukowych kilku instytutów badawczych i resortowych zespołach doradców. 
W latach 1980–1984 prowadził wykłady na Uniwersytecie w Aleppo w Syrii, równocześnie kierując projektami Stadionu i hali widowiskowej w Aleppo. 
Rektor Politechniki Rzeszowskiej w latach 1987–1993 (2 kadencje) i 1996–1999 (1 kadencja), zasłużony dla rozwoju tej uczelni. 
Od 1952 członek Polskiego Związku Inżynierów i Techników Budownictwa (PZITB), pełnił funkcję prezesa koła, przewodniczącego Komisji Nauki w Warszawie. W 1999 roku wybrany na przewodniczącego Zarządu Głównego PZITB, funkcję pełnił przez 3 lata, do dziś członek Zarządu Głównego i odznaczony tytułem Honorowego Członka Związku.
Równocześnie intensywnie pracował nad utworzeniem w Polsce samorządów zawodowych architektów, inżynierów budownictwa oraz urbanistów, jako przewodniczący Komitetu Założycielskiego Polskiej Izby Inżynierów Budownictwa  i  członek jej Krajowej Rady.
Członek m.in. Komitetu Inżynierii Lądowej i Wodnej PAN, Międzynarodowego Stowarzyszenia Konstrukcji Sprężonych FIB, American Society of Civil Engineers, Polskiego Związku Inżynierów i Techników Budownictwa, członek rzeczywisty Akademii Transportu i Akademii Budownictwa Ukrainy, członek Centralnej Komisji ds Tytułów i Stopni Naukowych 1992-2002
Prowadził wykłady m.in. w NRD (Cottbus, Weimar – 1966), Paryżu, Leningradzie, Holandii (Eindhoven), Kanadzie (Montreal – 2002), Ukrainie (Kijów, Lwów) i w Londynie.
Organizacje: PZITB – członek od 1952, przewodniczący ZG 1999-2002; Komitet Inżynierii Lądowej i Wodnej PAN – członek 1976-2002, Ukraińska AN – członek zagraniczny od 1996; Federation Internationale du Beton (FIB) – członek 1970-2002; inne;
Autor i współautor wielu projektów, m.in.:

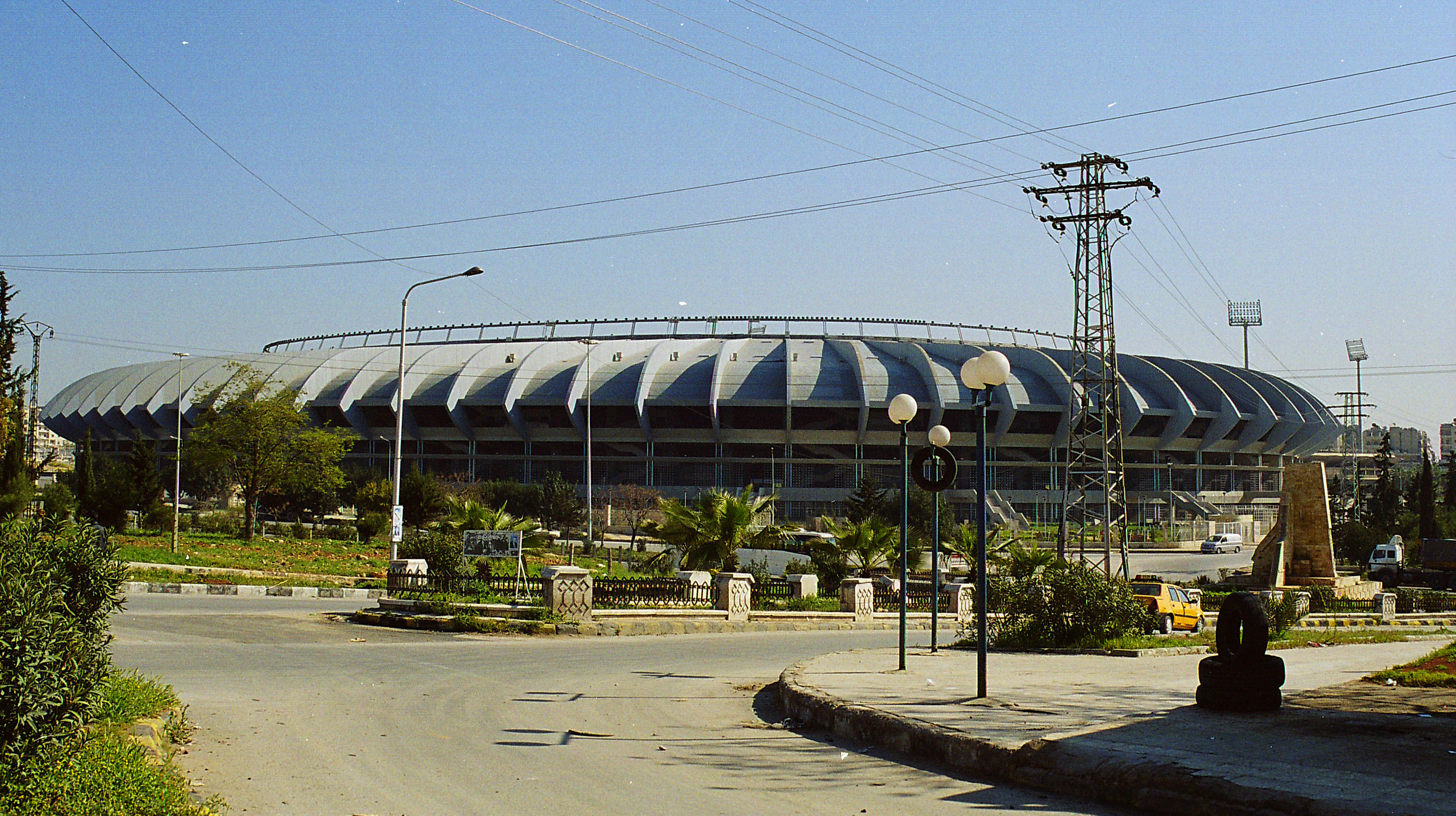
Stadion Narodowy w Aleppo (Syria)

Hale sportowo-widowiskowe „Olivia” w Gdańsku (1961–-1972), 5 hal AWF w Warszawie (1961–1964), największy w Małej Azji Ośrodek Sportowy w Aleppo (Syria) w tym autor Stadionu Narodowego w Aleppo (75 000 widzów) i 2 hal o rozpiętości ponad 100m, Supersam w Warszawie (1962), Sprężona część podziemna hali widowiskowo-sportowej „Spodek” Katowice (1959–1972), 9mln m2 hal przemysłowych i sprężonych, hale widowiskowe w Zgorzelcu, Koninie, Puławach i Rzeszowie, Hala targowa: hala, wiata w Rzeszowie (1954), Silosy na sodę w Janikowie (1955–58), przekrycie sztucznego lodowiska Torwar Warszawa (1954), Pływalnia kryta w Koninie (1965), Pływalnia i hala w Zgorzelcu (1976), Hala sportowa w Elblągu (1959), zespołu obiektów sportowych MOSiR w Rzeszowie; hala i pływalnia (1959–1964), i hali „Podpromie” w Rzeszowie, jedno z najbardziej spektakularnych osiągnięć inżynieryjnych jest także wyprostowanie przechylonego wieżowca przy ul. Słowackiego w Rzeszowie, oraz jeden z pierwszych mostów z betonu sprężonego nad kanałem Żerańskim do Żerańskiej Fabryki Elementów Betoniarskich „Faelbet” w Warszawie.

## Publikacje
Jest autorem i współautorem 11 monografii oraz książek technicznych, 300 artykułów, 5 patentów, dziesięciu polskich norm budowlanych poprzedzających Eurokody. Wypromował 8 doktorów. Od 1962 roku był redaktorem działu konstrukcji miesięcznika „Inżynieria i Budownictwo”.

## Nagrody i odznaczenia
Odznaczony m.in. Krzyż Oficerski Polonia Restituta, Krzyżem Armii Krajowej, Odznaką za akcję „Burza”, Medalem Komisji Edukacji Narodowej, Krzyżem Oficerskim i Kawalerskim OOP, Złoty i Srebrny Krzyż Zasługi, Laureat Nagrody Miasta Rzeszowa w 1997 (za całokształt działalności naukowo-dydaktycznej, technicznej oraz wkład w rozwój rzeszowskiego ośrodka akademickiego), za działalność projektową i naukowo – badawczą otrzymał ponad 30 dorocznych nagród Ministrów Budownictwa, Honorowy Obywatel Miasta Rzeszowa. Doktor Honoris Causa Politechniki Rzeszowskiej (20 II 2014 r.). W 1998 otrzymał Medal im. prof. Stefana Kaufmana.